# Erjon Bogdani
Erjon Bogdani (ur. 14 kwietnia 1977 w Tiranie) – albański piłkarz grający na pozycji napastnika.

## Kariera klubowa
Bogdani jest rodowitym tirańczykiem. Karierę piłkarską rozpoczął w klubie Partizani Tirana, a w sezonie 1993/1994 zadebiutował w pierwszej lidze albańskiej. Od sezonu 1994/1995 był podstawowym zawodnikiem klubu, a swój jedyny większy sukces osiągnął w 1997 roku zdobył z nim Puchar Albanii. Po zdobyciu 13 bramek w rundzie jesiennej sezonu 1997/1998 został sprzedany do tureckiego Gençlerbirliği SK. W zespole tym spędził tylko pół roku i latem 1998 został zawodnikiem chorwackiego NK Zagrzeb. Przez półtora roku strzelił 8 goli w lidze chorwackiej.
W 2000 roku Bogdani trafił do Włoch, a jego pierwszym klubem w tym kraju została Reggina Calcio. W Serie A zadebiutował 6 lutego 2000 roku w wygranym 1:0 domowym spotkaniu z Bologną. W Regginie nie potrafił jednak wywalczyć miejsca w składzie i był rezerwowym. W 2001 roku spadł z Regginą do Serie B, ale sezon 2002/2003 ponownie spędził w pierwszej lidze. Latem 2003 został piłkarzem drugoligowej Salernitany Calcio 1919 i strzelił dla niej 8 goli. Z kolei w sezonie 2004/2005 był najlepszym strzelcem innego drugoligowca, Hellas Werona (17 goli).
Wysoka skuteczność w Serie B spowodowała, że w 2005 roku Bogdani przeszedł do grającej w Serie A, Sieny. W jej barwach po raz pierwszy wystąpił 28 sierpnia w meczu z Cagliari Calcio, w wygranym przez Sienę 2:1. 28 stycznia 2006 w spotkaniu z US Palermo (3:1) uzyskał hat-trick, a w całym sezonie zdobył 11 goli, tyle samo co jego partner z ataku Enrico Chiesa.
Na początku 2007 roku Albańczyk odszedł do Chievo Werona. 14 stycznia zaliczył dla niego swój pierwszy mecz – Chievo wygrało 2:1 z Catanią. Wiosną zespół spadł jednak z ligi, a Erjon został na rok wypożyczony do Livorno. Debiut w tym klubie zaliczył 2 września przeciwko Palermo (2:4). W 2008 roku wrócił do Chievo, które zostało beniaminkiem Serie A. 21 lipca 2010 roku odszedł do beniaminka Serie A – Ceseny. Karierę zakończył grając w zespole AC Siena.
| Sezon   | Klub             | Kraj      | Rozgrywki           | Mecze | Bramki |
| ------- | ---------------- | --------- | ------------------- | ----- | ------ |
| 1993/94 | Partizani Tirana | Albania   | Kategoria Superiore | 7     | 0      |
| 1994/95 | Partizani Tirana | Albania   | Kategoria Superiore | 13    | 2      |
| 1995/96 | Partizani Tirana | Albania   | Kategoria Superiore | 20    | 2      |
| 1996/97 | Partizani Tirana | Albania   | Kategoria Superiore | 14    | 4      |
| 1997/98 | Partizani Tirana | Albania   | Kategoria Superiore | 15    | 13     |
| 1997/98 | Gençlerbirliği   | Turcja    | Süper Lig           | 11    | 1      |
| 1998/99 | NK Zagrzeb       | Chorwacja | Prva HNL            | 14    | 6      |
| 1999/00 | NK Zagrzeb       | Chorwacja | Prva HNL            | 12    | 2      |
| 1999/00 | Reggina          | Włochy    | Serie A             | 10    | 2      |
| 2000/01 | Reggina          | Włochy    | Serie A             | 17    | 1      |
| 2001/02 | Reggina          | Włochy    | Serie B             | 11    | 2      |
| 2002/03 | Reggina          | Włochy    | Serie A             | 10    | 1      |
| 2003/04 | Salernitana      | Włochy    | Serie B             | 38    | 8      |
| 2004/05 | Hellas           | Włochy    | Serie B             | 38    | 17     |
| 2005/06 | Siena            | Włochy    | Serie A             | 34    | 11     |
| 2006/07 | Siena            | Włochy    | Serie A             | 15    | 2      |
| 2006/07 | Chievo           | Włochy    | Serie A             | 19    | 5      |
| 2007/08 | Livorno          | Włochy    | Serie A             | 28    | 2      |
| 2008/09 | Chievo           | Włochy    | Serie A             | 21    | 1      |
| 2009/10 | Chievo           | Włochy    | Serie A             | 21    | 2      |
| 2010/11 | Cesena           | Włochy    | Serie A             | 35    | 8      |

## Kariera reprezentacyjna
W reprezentacji Albanii Bogdani zadebiutował 24 kwietnia 1996 roku w zremisowanym 0:0 towarzyskim spotkaniu z Bośnią i Hercegowiną.